# Solearhynchus
Solearhynchus is een geslacht in de taxonomische indeling van de haakwormen, ongewervelde en parasitaire wormen die meestal 1 tot 2 cm lang worden. De worm behoort tot de familie Echinorhynchidae. Solearhynchus werd in 1985 beschreven door De Buron & Maillard.